# Albrecht de Hohenzollern
Titre
Prince de la maison de Hohenzollern
Albrecht de Hohenzollern (en allemand, Albrecht Johannes Hermann Meinrad Stephan von Hohenzollern), né le 3 août 1954 à Umkirch, est un prince allemand, membre de la maison de Hohenzollern-Sigmaringen.

## Biographie
Le prince Albrecht de Hohenzollern est le second des trois fils du prince Frédéric-Guillaume (1924–2010) et de la princesse Marguerite de Leiningen (1932–1996).
Le prince Albrecht est auteur et antiquaire.

## Famille et descendance
Le prince Albrecht se marie à Rome le 8 septembre 2001 avec Nathalie Rocabado de Viets, née le 10 novembre 1970 à Hambourg, fille de Nicolas de Viets et Hortensia Rocabado, consule générale honoraire de Bolivie à Hambourg.
De ce mariage sont nées deux filles , :
- Josephine Marie Isabelle Sophia Margarete, née le 31 octobre 2002 à Munich
- Eugenia Bernadette Maria Theresia Esperanza, née le 8 juin 2005 à Sigmaringen